# Аррас-Нор

Кантон Аррас-Нор в составе округа

Аррас-Нор (фр. Arras-Nord) — упраздненный кантон во Франции, находил в регионе Нор-Па-де-Кале, департамент Па-де-Кале. Входил в состав округа Аррас.
В состав кантона входили коммуны (население по данным Национального института статистики за 2011 г.):
- Аррас (8 031 чел.) (частично)
- Ати (1 005 чел.)
- Сен-Лоран-Бланжи (6 242 чел.)
- Сен-Никола (4 751 чел.)

## Экономика
Структура занятости населения (без учета города Аррас):
- сельское хозяйство — 0,7 %
- промышленность — 15,5 %
- строительство — 13,8 %
- торговля, транспорт и сфера услуг — 49,1 %
- государственные и муниципальные службы — 20,9 %

Уровень безработицы (2011) — 15,4 % (Франция в целом — 12,8 %, департамент Па-де-Кале — 16,2 %). 

Среднегодовой доход на 1 человека, евро (2011) — 20 684 (Франция в целом — 25 140, департамент Па-де-Кале — 20 511).

## Политика
На президентских выборах 2012 г. жители кантона отдали Франсуа Олланду в 1-м туре 31,2 % голосов против 22,4 % у Николя Саркози и 19,5 % у Марин Ле Пен, во 2-м туре в кантоне победил Олланд, получивший 57,8 % голосов (2007 г. 1 тур: Сеголен Руаяль — 28,6 %, Саркози — 25,7 %; 2 тур: Руаяль — 53,7 %). На выборах в Национальное собрание в 2007 г. по 2-му избирательному округу департамента Па-де-Кале они поддержали кандидата левых сил, члена Социалистической партии Жаклин Маке, набравшую 46,3 % голосов в 1-м туре и 63,8 % — во 2-м туре. (2007 г. Катрин Жениссон (СП): 1 тур — 42,2 %, 2 тур — 59,6 %). На региональных выборах 2010 года в 1-м туре победил список социалистов, собравший 38,9 % голосов против 14,9 % у списка «правых» и 13,7 % у Национального фронта. Во 2-м туре единый «левый список» с участием социалистов, коммунистов и «зелёных» во главе с Президентом регионального совета Нор-Па-де-Кале Даниэлем Першероном получил 59,5 % голосов, «правый» список во главе с сенатором Валери Летар занял второе место с 22,2 %, а Национальный фронт Марин Ле Пен с 18,3 % финишировал третьим.
|  | Кандидат             | Партия                  | % голосов |
|  | -------------------- | ----------------------- | --------- |
|  | Николя Дефашель      | Социалистическая партия | 68,70     |
|  | Жан-Доминик Геербран | Новый центр             | 31,30     |

|  | Кандидат      | Партия                         | % голосов |
|  | ------------- | ------------------------------ | --------- |
|  | Пьер Делюри   | Социалистическая партия        | 70,99     |
|  | Филипп Арвель | Союз за французскую демократию | 29,01     |